# Andreas Lienhart
Andreas Lienhart (Graz, 21 agosto 1986) è un ex calciatore austriaco, di ruolo difensore.